# Аль-Наджма (Манама)
Аль-Наджма (араб. نادي النجمة) — бахрейнський футбольний клуб з міста Манама, столиці країн, заснований 1943 року.

## Історія
Клуб був заснований в Манамі у 1943 році.
Клуб здобув 3-тє місце в чемпіонаті сезону 2006/07 роках. Також у ці роки команда двічі поспіль виграла Кубок Бахрейну. Цей успіх дозволив клубу зіграти двічі в матчі за Суперкубок Бахрейну і виграти обидва розіграші.
За підсумками сезону 2013/14 клуб вперше за останні 12 років вилетів з вищого дивізіону. Втім вже 2016 року клуб повернувся до вищого дивізіону, а у сезоні 2017/18 став віце-чемпіоном Бахрейну та втретє здобув національний Кубок.

## Досягнення
- Кубок Бахрейну:
  - Володар: 2006, 2007, 2018
  - Фіналіст: 1978, 2008

- Суперкубок Бахрейну:
  - Володар: 2007, 2008
  - Фіналіст: 2006, 2018

## Гандбол

### Поточний склад
Команда
Головний тренер: Алі Сайед Аль-Фалахі
Воротар
- 16 Шаблон:Флагікон / BHR Хамад Шамлан
- 21 Шаблон:Флагікон / BHR Мохамед Абдулхусейн
- 23 Шаблон:Флагікон / BHR Алі Анвар Мохамед (гандболіст) / Алі Анвар Мохамед

Ліві вінгери
- 15 Шаблон:Флагікон / БХР Адель Афруз (гандболіст) / Adel Afrooz
- 89 Шаблон:Флагікон / БХР Махді Саад

Праві вінгери
- 27 Шаблон:Флагікон / BHR Білал Башам / Bilal Basham Askani
- 33 Шаблон:Флагікон / BHR Алі Алі Фуад (гандболіст) / Ali Ali Fuad

Лінійні гравці
- 3 Шаблон:Флагікон / BHR Алі Абдулла Ід
- 10 Шаблон:Флагікон / BHR Комаїл Фуад (гандболіст) / Komail Fuad
- 19 Шаблон:Флагікон / BHR Мохамед Мерза
- 29 Шаблон:Флагікон / BHR Сайед Алі Шаббар (гандболіст) / Сайед Алі Шуббар

Ліві захисники
- 13 Шаблон:Флагікон / BHR Халед Мохамед (гандболіст) / Khaled Mohamed
- 52 Шаблон:Флагікон / BHR Хусейн Аль-Бабур
- 66 Шаблон:Флагікон / БХР Комаїл Махфуд

Центральні захисники
- 18 Шаблон:Флагікон / БХР Хусейн Афруз (гандболіст) / Husain Afrooz
- 95 Шаблон:Флагікон / BHR Мохамед Мохамед (гандболіст) / Mohamed Mohamed
- 99 Шаблон:Флагікон / BHR Хусейн Аль-Сайяд (Капітан (спорт) / c)

Праві захисники
- 14 Шаблон:Флагікон / BHR Абдулла Абдулкарім (гандболіст) / Abdulla Abdulkarim
- 28 Шаблон:Флагікон / BAH Сауд Аль Джунаїд (гандболіст) / Saud Al Junaid
- 77 Шаблон:Флагікон / BHR Алі Мерза
- 88 Шаблон:Флагікон / BHR Хасан Мірза